# Свебодзін
Свебодзін (пол. Świebodzin, нім. Schwiebus) — місто на заході Польщі, у районі Лаговських озер (пол. Pojezierze Łagowskie). Адміністративний центр Свебодзінського повіту Любуського воєводства.

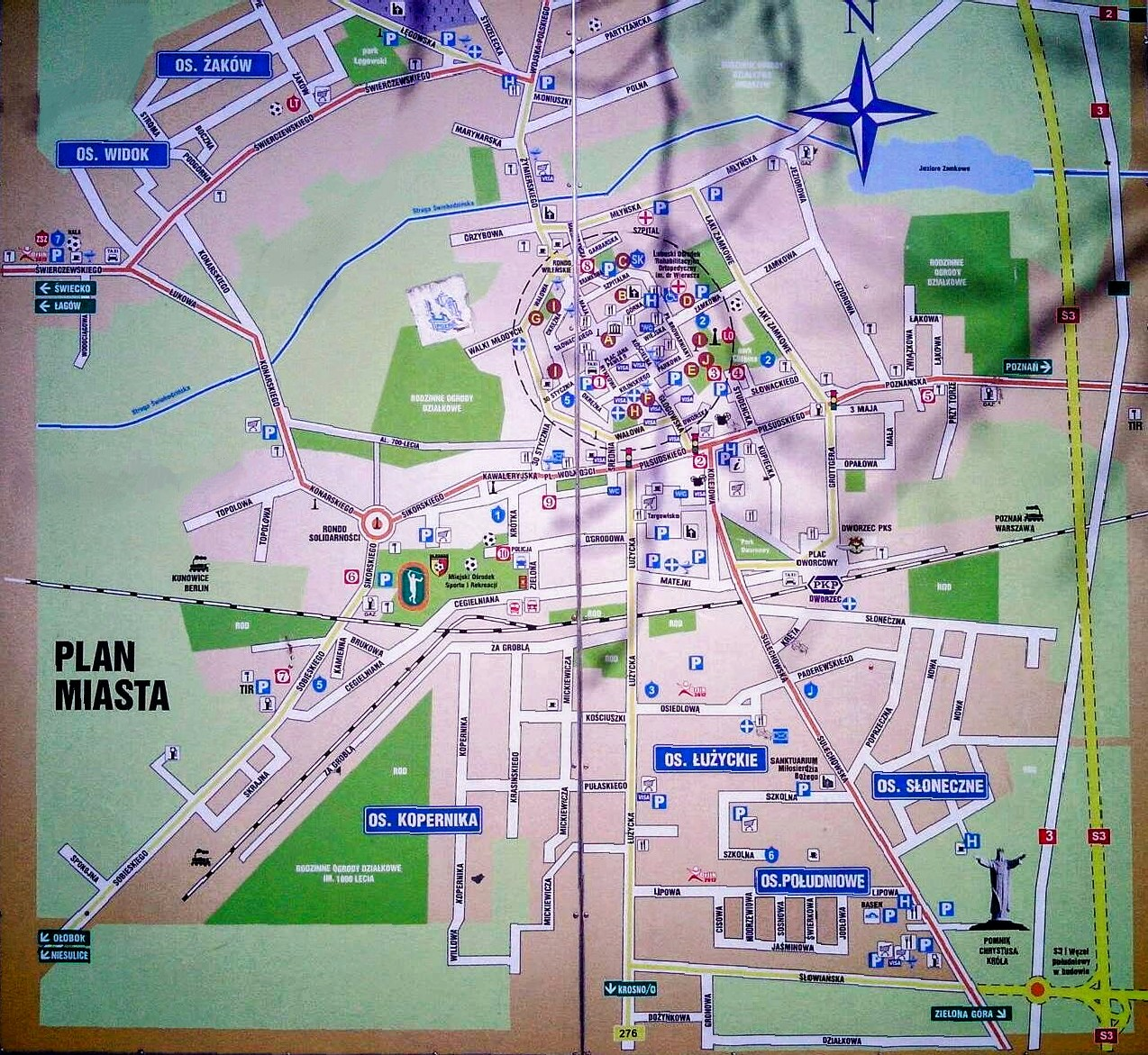
План міста

## Пам'ятки
У місті знаходиться найвища у світі статуя Ісуса Христа. Висота монумента становить 36 м. Стоїть на штучному пагорбі заввишки 17 м.
Таким чином, статуя у Свебодзині виявилася на шість метрів вищою за 30-метрового Христа-Спасителя в Ріо-де-Жанейро і на два метри — за статую Крісто-де-ла-Конкордія в болівійській Кочабамбі.

## Демографія
Демографічна структура станом на 31 березня 2011 року:
|          | Загалом | Допрацездатний вік | Працездатний вік | Постпрацездатний вік |
| -------- | ------- | ------------------ | ---------------- | -------------------- |
| Чоловіки | 10581   | 2081               | 7555             | 945                  |
| Жінки    | 11586   | 2060               | 7010             | 2516                 |
| Разом    | 22167   | 4141               | 14565            | 3461                 |

## Галерея

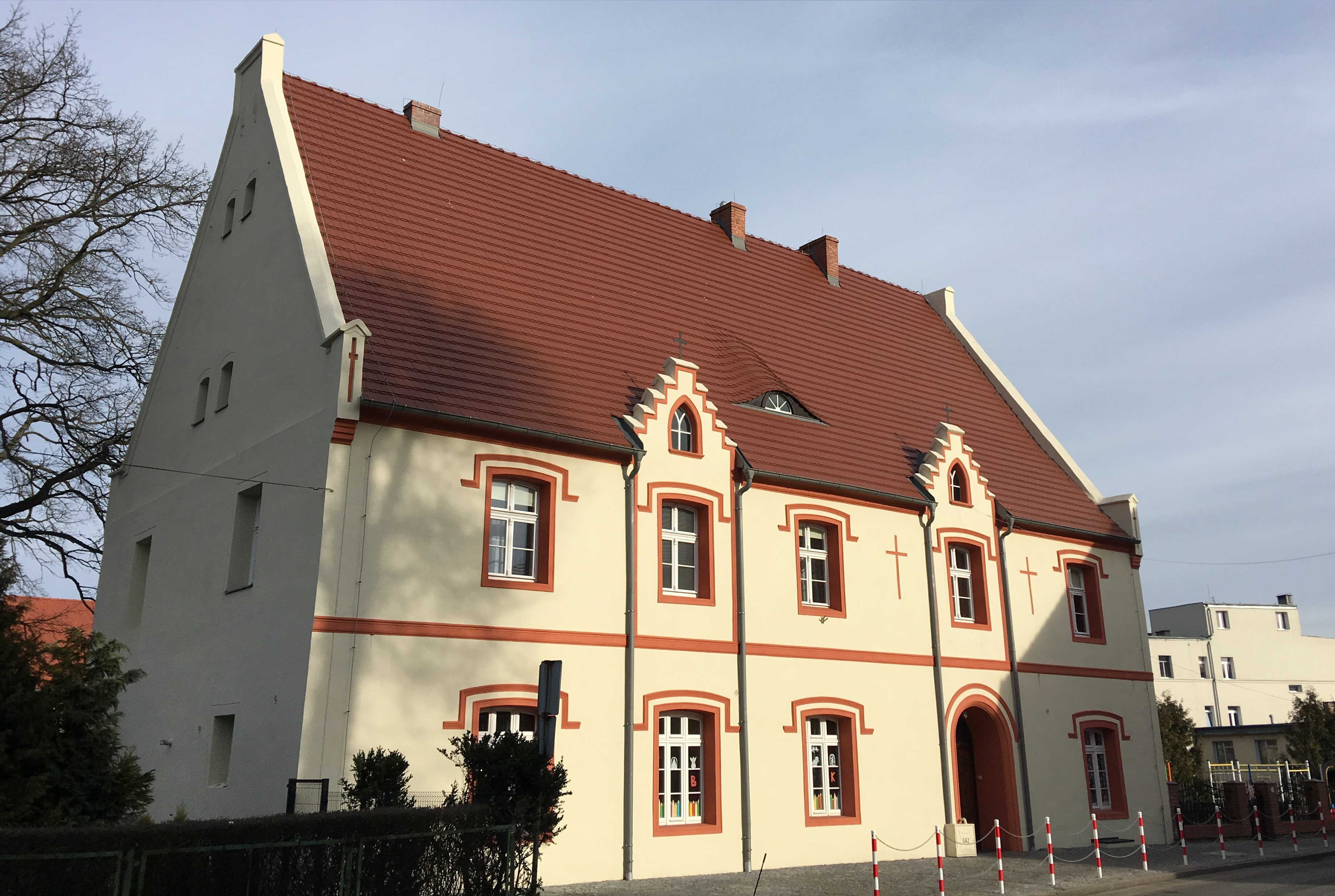
Парафіяльна школа
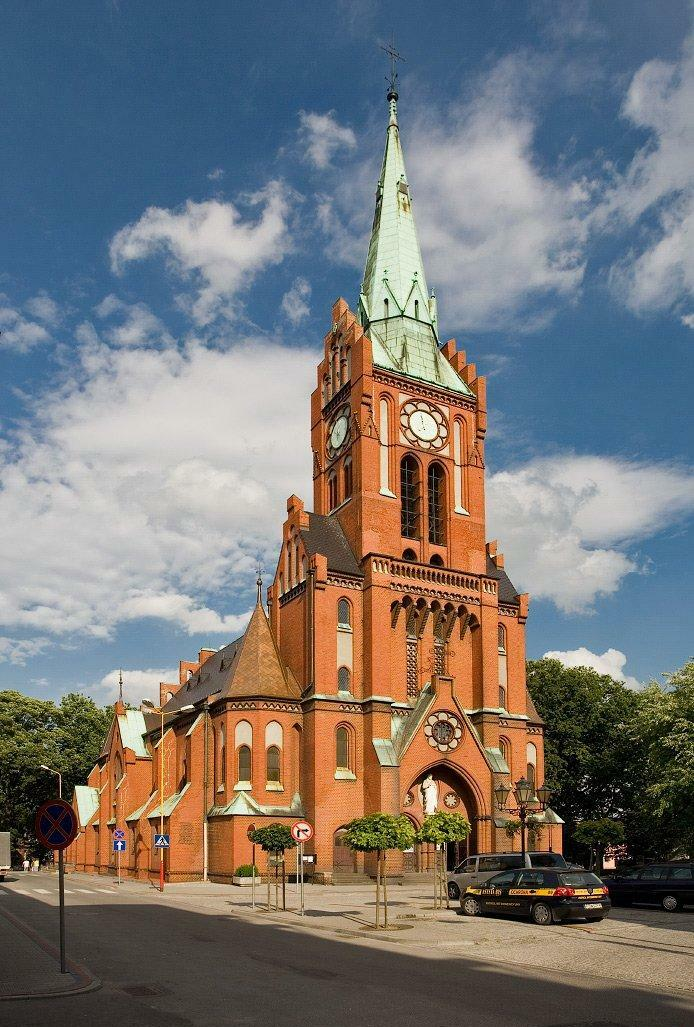
Костел Пресвятої Діви Марії
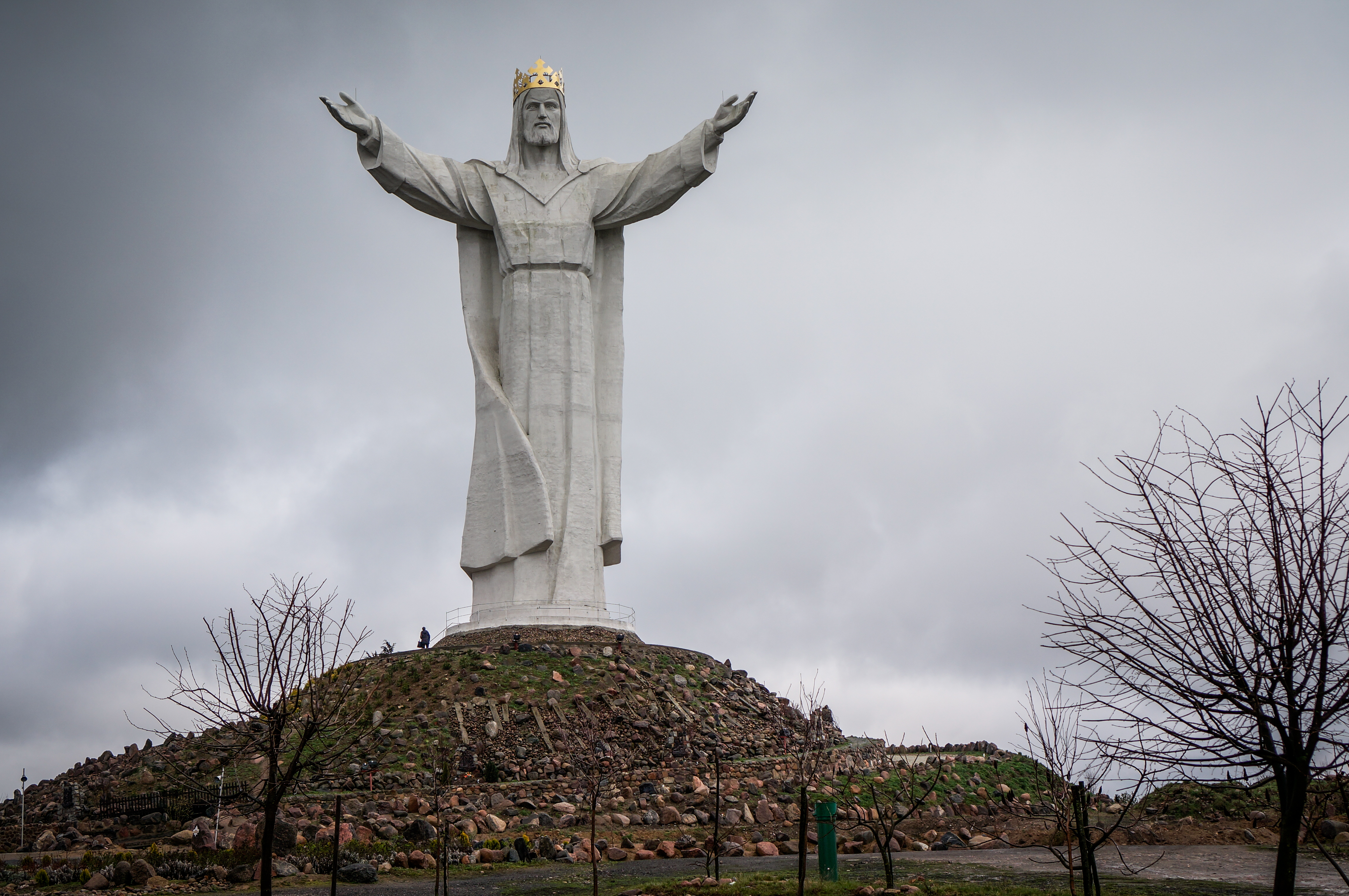
Статуя Ісуса Христа-Царя
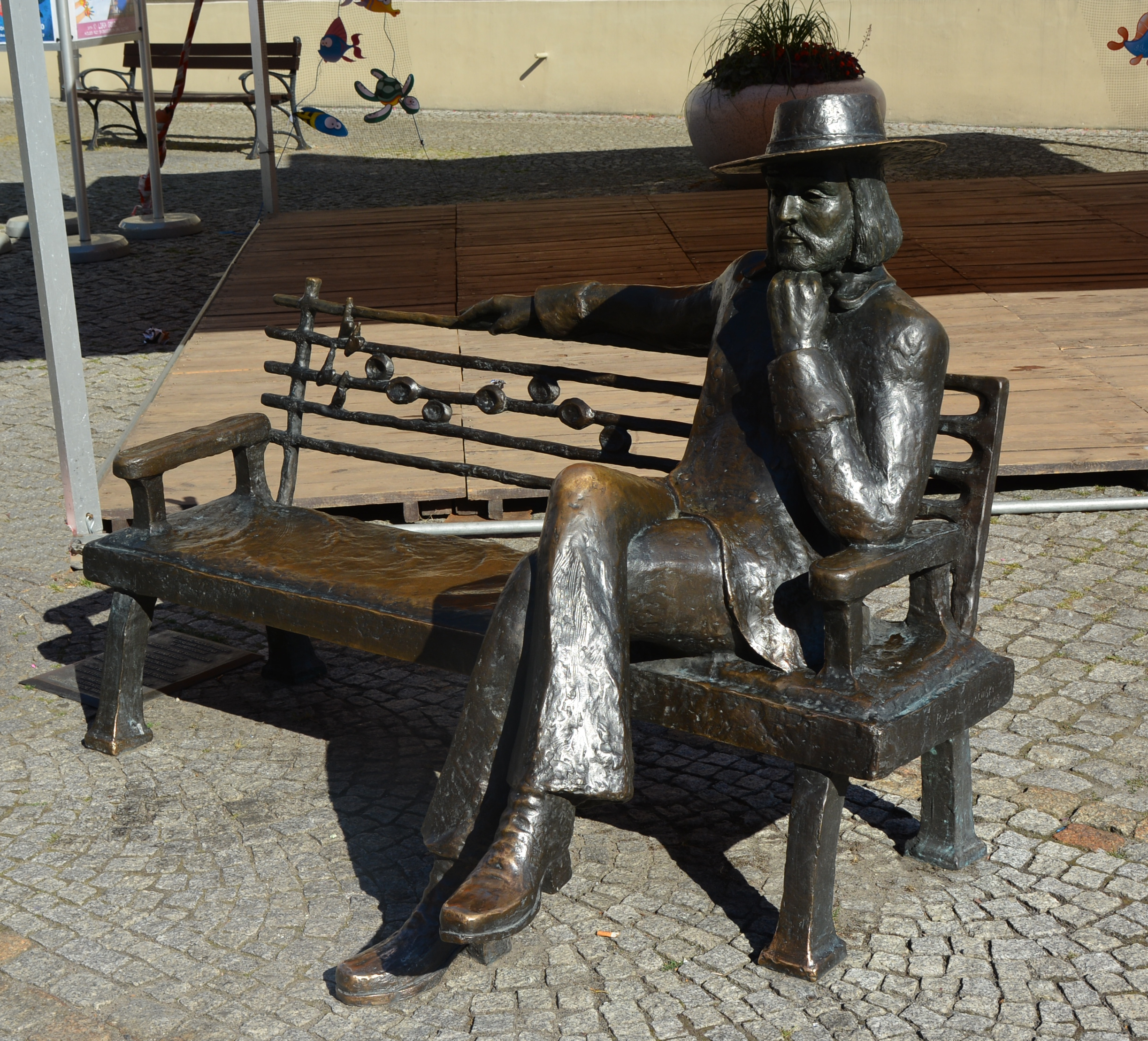
Пам'ятник-лавка Чеслава Немена